# Élections départementales de 2021 dans la Haute-Marne
Les élections départementales dans la Haute-Marne ont lieu les 20 et 27 juin 2021.

## Contexte départemental

### Assemblée départementale sortante
Avant les élections, le conseil départemental de la Haute-Marne est présidé par Nicolas Lacroix (LR).
Il comprend 34 conseillers départementaux issus des 17 cantons de la Haute-Marne.
| Président du conseil départemental |       |       |      |                         |
| Nicolas Lacroix (LR)               |       |       |      |                         |
| Parti                              | Sigle | Sigle | Élus | Groupes                 |
| Majorité (28 sièges)               |       |       |      |                         |
| Divers droite                      |       | DVD   | 15   | Majorité départementale |
| Les Républicains                   |       | LR    | 13   | Majorité départementale |
| Opposition (6 sièges)              |       |       |      |                         |
| Rassemblement national             |       | RN    | 3    | Rassemblement national  |
| Parti socialiste                   |       | PS    | 2    | Socialiste              |
| Divers droite                      |       | DVD   | 1    | Non-inscrit             |

## Système électoral
Les élections ont lieu au scrutin majoritaire binominal à deux tours. Le système est paritaire : les candidatures sont présentées sous la forme d'un binôme composé d'une femme et d'un homme avec leurs suppléants (une femme et un homme également).
Pour être élu au premier tour, un binôme doit obtenir la majorité absolue des suffrages exprimés et un nombre de suffrages au moins égal à 25 % des électeurs inscrits. Si aucun binôme n'est élu au premier tour, seuls peuvent se présenter au second tour les binômes qui ont obtenu un nombre de suffrages au moins égal à 12,5 % des électeurs inscrits, sans possibilité pour les binômes de fusionner. Est élu au second tour le binôme qui obtient le plus grand nombre de voix.

## Résultats à l'échelle du département

### Résultats par nuances
| Binômes                  | Binômes                             | Binômes                  | Premier tour | Premier tour | Premier tour | Second tour | Second tour   | Second tour | Total | +/-           |  |
| Binômes                  | Binômes                             | Binômes                  | Voix         | %            | Sièges       | Voix        | %             | Sièges      | Total | +/-           |  |
| ------------------------ | ----------------------------------- | ------------------------ | ------------ | ------------ | ------------ | ----------- | ------------- | ----------- | ----- | ------------- |  |
|                          | Divers droite                       | DVD                      | 11 348       | 25,54        | 0            | 12 733      | 31,08         | 14          | 14    | 2             |  |
|                          | Rassemblement national              | RN                       | 9 991        | 22,48        | 0            | 7 284       | 17,78         | 2           | 2     | 2             |  |
|                          | Union à droite                      | UD                       | 5 508        | 12,40        | 0            | 8 187       | 19,98         | 10          | 10    | Nv.           |  |
|                          | Union au centre et à droite         | UCD                      | 4 319        | 9,72         | 0            | 4 266       | 10,41         | 6           | 6     | Nv.           |  |
|                          | Les Républicains                    | LR                       | 3 121        | 7,02         | 2            | 1 259       | 3,07          | 0           | 2     | 10            |  |
|                          | Union à gauche avec des écologistes | UGE                      | 1 922        | 4,33         | 0            | 646         | 1,58          | 0           | 0     | Nv.           |  |
|                          | Union au centre et à gauche         | UCG                      | 1 636        | 3,68         | 0            | 1 306       | 3,19          | 0           | 0     | Nv.           |  |
|                          | Divers gauche                       | DVG                      | 1 190        | 2,98         | 0            | 1 401       | 3,42          | 0           | 0     | en stagnation |  |
|                          | Parti socialiste                    | SOC                      | 1 243        | 2,80         | 0            | 1 432       | 3,49          | 0           | 0     | 2             |  |
|                          | Écologiste                          | ECO                      | 933          | 2,10         | 0            | 790         | 1,93          | 0           | 0     | Nv.           |  |
|                          | Union au centre                     | UC                       | 812          | 1,83         | 0            | 1 046       | 2,55          | 0           | 0     | Nv.           |  |
|                          | Union à gauche                      | UG                       | 638          | 1,44         | 0            | 625         | 1,53          | 0           | 0     | en stagnation |  |
|                          | La France insoumise                 | FI                       | 761          | 1,71         | 0            |             |               |             | 0     | en stagnation |  |
|                          | Parti communiste français           | COM                      | 356          | 0,80         | 0            | 0           | en stagnation |             |       |               |  |
|                          | Divers centre                       | DVC                      | 355          | 0,80         | 0            | 0           | Nv.           |             |       |               |  |
|                          | La République en marche             | REM                      | 303          | 0,68         | 0            | 0           | Nv.           |             |       |               |  |
|                          |                                     |                          |              |              |              |             |               |             |       |               |  |
| Suffrages exprimés       | Suffrages exprimés                  | Suffrages exprimés       | 44 436       | 94,27        |              | 40 975      | 92,96         |             |       |               |  |
| Votes blancs             | Votes blancs                        | Votes blancs             | 1 608        | 3,41         | 2 034        | 4,61        |               |             |       |               |  |
| Votes nuls               | Votes nuls                          | Votes nuls               | 1 093        | 2,32         | 1 070        | 2,43        |               |             |       |               |  |
| Total                    | Total                               | Total                    | 47 137       | 100          | 2            | 44 079      | 100           | 32          | 34    | en stagnation |  |
| Abstentions              | Abstentions                         | Abstentions              | 82 853       | 63,74        |              | 77 904      | 63,86         |             |       |               |  |
| Inscrits / participation | Inscrits / participation            | Inscrits / participation | 12 990       | 36,26        | 121 983      | 26,14       |               |             |       |               |  |

### Assemblée départementale élue
| Président du conseil départemental |       |       |      |                         |
| Nicolas Lacroix (LR)               |       |       |      |                         |
| Parti                              | Sigle | Sigle | Élus | Groupes                 |
| Majorité (32 sièges)               |       |       |      |                         |
| Divers droite                      |       | DVD   | 21   | Majorité départementale |
| Les Républicains                   |       | LR    | 11   | Majorité départementale |
| Opposition (2 sièges)              |       |       |      |                         |
| Rassemblement national             |       | RN    | 2    | Rassemblement national  |

### Élus par canton
Avec 32 élus sur 34, la droite renforce sa majorité de 4 élus, en obtenant les cantons d'Eurville-Bienville tenu jusqu'alors par le RN et de Langres ravi à la gauche. Celle-ci perd sa représentation au sein du conseil départemental et laisse l'opposition au RN dans l'hémicycle.
| Canton              | Conseiller Sortant       | Parti | Parti | Conseiller élu           | Parti | Parti |
| ------------------- | ------------------------ | ----- | ----- | ------------------------ | ----- | ----- |
| Bologne             | Brigitte Fischer-Patriat |       | LR    | Brigitte Fischer-Patriat |       | LR    |
| Bologne             | Nicolas Lacroix          |       | LR    | Nicolas Lacroix          |       | LR    |
| Bourbonne-les-Bains | André Noirot             |       | LR    | Sylviane Denis           |       | LR    |
| Bourbonne-les-Bains | Mireille Ravenel         |       | LR    | Elie Perriot             |       | LR    |
| Chalindrey          | Bernard Gendrot          |       | LR    | Bernard Gendrot          |       | LR    |
| Chalindrey          | Véronique Michel         |       | DVD   | Véronique Michel         |       | DVD   |
| Châteauvillain      | Marie-Claude Lavocat     |       | DVD   | Marie-Claude Lavocat     |       | DVD   |
| Châteauvillain      | Stéphane Martinelli      |       | DVD   | Stéphane Martinelli      |       | DVD   |
| Chaumont-1          | Karine Colombo           |       | DVD   | Karine Colombo           |       | DVD   |
| Chaumont-1          | Gérard Groslambert       |       | DVD   | Gérard Groslambert       |       | DVD   |
| Chaumont-2          | Céline Brasseur          |       | LR    | Céline Brasseur          |       | LR    |
| Chaumont-2          | Paul Fournié             |       | LR    | Paul Fournié             |       | LR    |
| Chaumont-3          | Catherine Pazdzior       |       | DVD   | Catherine Pazdzior       |       | DVD   |
| Chaumont-3          | Patrick Viard            |       | DVD   | Patrick Viard            |       | DVD   |
| Eurville-Bienville  | Nicolas Convolte         |       | RN    | Dominique Mercier        |       | DVD   |
| Eurville-Bienville  | Nadine Marchand          |       | RN    | Marie-Laure Parison      |       | DVD   |
| Joinville           | Astrid Huguenin          |       | DVD   | Astrid Di Tullio         |       | DVD   |
| Joinville           | Bertrand Ollivier        |       | DVD   | Bertrand Ollivier        |       | DVD   |
| Langres             | Anne Cardinal            |       | PS    | Dominique Thiebaud       |       | DVD   |
| Langres             | Nicolas Fuertes          |       | PS    | Dominique Viard          |       | DVD   |
| Nogent              | Michel André             |       | DVD   | Michel André             |       | DVD   |
| Nogent              | Anne-Marie Nédélec       |       | DVD   | Anne-Marie Nédélec       |       | DVD   |
| Poissons            | Fabienne Schollhammer    |       | LR    | Fabienne Schollhamer     |       | LR    |
| Poissons            | Damien Thiériot          |       | LR    | Damien Thiériot          |       | LR    |
| Saint-Dizier-1      | Luc Hispart              |       | DVD   | Michel Karakula          |       | RN    |
| Saint-Dizier-1      | Laurence Robert-Dehault  |       | RN    | Laurence Robert-Dehault  |       | RN    |
| Saint-Dizier-2      | Jean-Michel Feuillet     |       | LR    | Franck Raimbault         |       | DVD   |
| Saint-Dizier-2      | Élisabeth Robert-Dehault |       | LR    | Domitilhe Guinoiseau     |       | LR    |
| Saint-Dizier-3      | Rachel Blanc             |       | DVD   | Rachel Blanc             |       | DVD   |
| Saint-Dizier-3      | Mokhtar Kahlal           |       | DVD   | Mokhtar Kahlal           |       | DVD   |
| Villegusien-le-Lac  | Jean-Michel Rabiet       |       | LR    | Jean-Michel Rabiet       |       | LR    |
| Villegusien-le-Lac  | Yvette Rossigneux        |       | LR    | Magali Cartagena         |       | DVD   |
| Wassy               | Laurent Gouverneur       |       | DVD   | Laurent Gouverneur       |       | DVD   |
| Wassy               | Anne Leduc               |       | DVD   | Anne Leduc               |       | DVD   |

## Résultats par canton
Les binômes sont présentés par ordre décroissant des résultats au premier tour. En cas de victoire au second tour du binôme arrivé en deuxième place au premier, ses résultats sont indiqués en gras.

### Canton de Bologne
| Candidats                | Candidats                | Partis                   | Nuance                   | Premier tour | Premier tour |
| Candidats                | Candidats                | Partis                   | Nuance                   | Voix         | %            |
| ------------------------ | ------------------------ | ------------------------ | ------------------------ | ------------ | ------------ |
|                          | Brigitte Fischer-Patriat | LR                       | LR                       | 2 454        | 74,50        |
|                          | Nicolas Lacroix          | LR                       | LR                       | 2 454        | 74,50        |
|                          | Nadège Grieux            | RN                       | RN                       | 840          | 25,50        |
|                          | Julien Volot             | RN                       | RN                       | 840          | 25,50        |
|                          |                          |                          |                          |              |              |
| Suffrages exprimés       | Suffrages exprimés       | Suffrages exprimés       | Suffrages exprimés       | 3 294        | 94,47        |
| Votes blancs             | Votes blancs             | Votes blancs             | Votes blancs             | 104          | 2,98         |
| Votes nuls               | Votes nuls               | Votes nuls               | Votes nuls               | 89           | 2,55         |
| Total                    | Total                    | Total                    | Total                    | 3 487        | 100          |
| Abstention               | Abstention               | Abstention               | Abstention               | 4 538        | 56,55        |
| Inscrits / participation | Inscrits / participation | Inscrits / participation | Inscrits / participation | 8 025        | 43,45        |

### Canton de Bourbonne-les-Bains
| Candidats                | Candidats                | Partis                   | Nuance                   | Premier tour | Premier tour | Second tour | Second tour |
| Candidats                | Candidats                | Partis                   | Nuance                   | Voix         | %            | Voix        | %           |
| ------------------------ | ------------------------ | ------------------------ | ------------------------ | ------------ | ------------ | ----------- | ----------- |
|                          | Sylviane Denis           | LR                       | UD                       | 1 111        | 36,50        | 1 583       | 53,12       |
|                          | Elie Perriot             | LR                       | UD                       | 1 111        | 36,50        | 1 583       | 53,12       |
|                          | Émilie Schroeter         | DVD                      | UD                       | 827          | 27,17        | 1 397       | 46,88       |
|                          | Jean-Luc Vauthier        | DVD                      | UD                       | 827          | 27,17        | 1 397       | 46,88       |
|                          | Benjamin Minolfi         | RN                       | RN                       | 498          | 16,36        |             |             |
|                          | Yvette Roger             | RN                       | RN                       | 498          | 16,36        |             |             |
|                          | Chantal Dezan            | DVD                      | DVD                      | 424          | 13,93        |             |             |
|                          | Romary Didier            | DVD                      | DVD                      | 424          | 13,93        |             |             |
|                          | Aurélien Cossin          | LFI                      | FI                       | 184          | 6,04         |             |             |
|                          | Anne-Marie Michel        | PG                       | FI                       | 184          | 6,04         |             |             |
|                          |                          |                          |                          |              |              |             |             |
| Suffrages exprimés       | Suffrages exprimés       | Suffrages exprimés       | Suffrages exprimés       | 3 044        | 95,63        | 2 980       | 91,60       |
| Votes blancs             | Votes blancs             | Votes blancs             | Votes blancs             | 74           | 2,32         | 167         | 5,13        |
| Votes nuls               | Votes nuls               | Votes nuls               | Votes nuls               | 65           | 2,04         | 106         | 3,26        |
| Total                    | Total                    | Total                    | Total                    | 3 183        | 100          | 3 253       | 100         |
| Abstention               | Abstention               | Abstention               | Abstention               | 4 042        | 55,94        | 3 970       | 54,96       |
| Inscrits / participation | Inscrits / participation | Inscrits / participation | Inscrits / participation | 7 225        | 44,06        | 7 223       | 45,04       |

### Canton de Chalindrey
| Candidats                | Candidats                | Partis                   | Nuance                   | Premier tour | Premier tour | Second tour | Second tour |
| Candidats                | Candidats                | Partis                   | Nuance                   | Voix         | %            | Voix        | %           |
| ------------------------ | ------------------------ | ------------------------ | ------------------------ | ------------ | ------------ | ----------- | ----------- |
|                          | Bernard Gendrot          | LR                       | DVD                      | 1 464        | 38,89        | 2 128       | 61,97       |
|                          | Véronique Michel         | DVD                      | DVD                      | 1 464        | 38,89        | 2 128       | 61,97       |
|                          | Éric Darbot              | DVG                      | UCG                      | 856          | 22,74        | 1 306       | 38,03       |
|                          | Ludivine Deroche         | DVG                      | UCG                      | 856          | 22,74        | 1 306       | 38,03       |
|                          | Hélène Bertrand          | DVG                      | UGE                      | 849          | 22,56        |             |             |
|                          | William Joffrain         | DVG                      | UGE                      | 849          | 22,56        |             |             |
|                          | Marie-Claude Chevelle    | RN                       | RN                       | 595          | 15,81        |             |             |
|                          | Jean-Philippe Hun        | RN                       | RN                       | 595          | 15,81        |             |             |
|                          |                          |                          |                          |              |              |             |             |
| Suffrages exprimés       | Suffrages exprimés       | Suffrages exprimés       | Suffrages exprimés       | 3 764        | 95,58        | 3 434       | 91,62       |
| Votes blancs             | Votes blancs             | Votes blancs             | Votes blancs             | 94           | 2,39         | 211         | 5,63        |
| Votes nuls               | Votes nuls               | Votes nuls               | Votes nuls               | 80           | 2,03         | 103         | 2,75        |
| Total                    | Total                    | Total                    | Total                    | 3 938        | 100          | 3 748       | 100         |
| Abstention               | Abstention               | Abstention               | Abstention               | 4 683        | 54,32        | 4 868       | 56,50       |
| Inscrits / participation | Inscrits / participation | Inscrits / participation | Inscrits / participation | 8 621        | 45,68        | 8 616       | 43,50       |

### Canton de Châteauvillain
| Candidats                | Candidats                | Partis                   | Nuance                   | Premier tour | Premier tour | Second tour | Second tour |
| Candidats                | Candidats                | Partis                   | Nuance                   | Voix         | %            | Voix        | %           |
| ------------------------ | ------------------------ | ------------------------ | ------------------------ | ------------ | ------------ | ----------- | ----------- |
|                          | Marie-Claude Lavocat     | DVD                      | DVD                      | 1 656        | 61,06        | 1 837       | 71,04       |
|                          | Stéphane Martinelli      | DVD                      | DVD                      | 1 656        | 61,06        | 1 837       | 71,04       |
|                          | Anne-Marie Davignon      | RN                       | RN                       | 645          | 23,78        | 749         | 28,96       |
|                          | Bernard Trichot          | RN                       | RN                       | 645          | 23,78        | 749         | 28,96       |
|                          | Alexandre Bally          | LFI                      | FI                       | 411          | 15,15        |             |             |
|                          | Michèle Leclerc          | LFI                      | FI                       | 411          | 15,15        |             |             |
|                          |                          |                          |                          |              |              |             |             |
| Suffrages exprimés       | Suffrages exprimés       | Suffrages exprimés       | Suffrages exprimés       | 2 712        | 92,81        | 2 586       | 90,93       |
| Votes blancs             | Votes blancs             | Votes blancs             | Votes blancs             | 120          | 4,11         | 168         | 5,91        |
| Votes nuls               | Votes nuls               | Votes nuls               | Votes nuls               | 90           | 3,08         | 90          | 3,16        |
| Total                    | Total                    | Total                    | Total                    | 2 922        | 100          | 2 844       | 100         |
| Abstention               | Abstention               | Abstention               | Abstention               | 4 317        | 59,64        | 4 396       | 60,72       |
| Inscrits / participation | Inscrits / participation | Inscrits / participation | Inscrits / participation | 7 239        | 40,36        | 7 240       | 39,28       |

### Canton de Chaumont-1
| Candidats                | Candidats                | Partis                   | Nuance                   | Premier tour | Premier tour | Second tour | Second tour |
| Candidats                | Candidats                | Partis                   | Nuance                   | Voix         | %            | Voix        | %           |
| ------------------------ | ------------------------ | ------------------------ | ------------------------ | ------------ | ------------ | ----------- | ----------- |
|                          | Karine Colombo           | DVD                      | UD                       | 939          | 42,82        | 1 343       | 62,96       |
|                          | Gérard Groslambert       | DVD                      | UD                       | 939          | 42,82        | 1 343       | 62,96       |
|                          | Jonathan Gillot          | EÉLV                     | ECO                      | 536          | 24,44        | 790         | 37,04       |
|                          | Catherine Pouget         | DVG                      | ECO                      | 536          | 24,44        | 790         | 37,04       |
|                          | Fabrice Aubin            | RN                       | RN                       | 363          | 16,55        |             |             |
|                          | Kelly David              | RN                       | RN                       | 363          | 16,55        |             |             |
|                          | Isabelle Fenaux-Millot   | DVD                      | DVC                      | 355          | 16,19        |             |             |
|                          | Arnaud Lamotte           | DVD                      | DVC                      | 355          | 16,19        |             |             |
|                          |                          |                          |                          |              |              |             |             |
| Suffrages exprimés       | Suffrages exprimés       | Suffrages exprimés       | Suffrages exprimés       | 2 193        | 95,18        | 2 133       | 92,46       |
| Votes blancs             | Votes blancs             | Votes blancs             | Votes blancs             | 73           | 3,17         | 108         | 4,68        |
| Votes nuls               | Votes nuls               | Votes nuls               | Votes nuls               | 38           | 1,65         | 66          | 2,86        |
| Total                    | Total                    | Total                    | Total                    | 2 304        | 100          | 2 307       | 100         |
| Abstention               | Abstention               | Abstention               | Abstention               | 5 018        | 68,54        | 5 015       | 68,49       |
| Inscrits / participation | Inscrits / participation | Inscrits / participation | Inscrits / participation | 7 322        | 31,47        | 7 322       | 31,51       |

### Canton de Chaumont-2
| Candidats                | Candidats                | Partis                   | Nuance                   | Premier tour | Premier tour | Deuxième tour | Deuxième tour |
| Candidats                | Candidats                | Partis                   | Nuance                   | Voix         | %            | Voix          | %             |
| ------------------------ | ------------------------ | ------------------------ | ------------------------ | ------------ | ------------ | ------------- | ------------- |
|                          | Céline Brasseur          | LR                       | UD                       | 1 062        | 64,48        | 1 120         | 63,42         |
|                          | Paul Fournié             | LR                       | UD                       | 1 062        | 64,48        | 1 120         | 63,42         |
|                          | Maeva Nowodworsky        | DVG                      | UGE                      | 585          | 35,52        | 646           | 36,58         |
|                          | Alexandre Pernet         | EÉLV                     | UGE                      | 585          | 35,52        | 646           | 36,58         |
|                          |                          |                          |                          |              |              |               |               |
| Suffrages exprimés       | Suffrages exprimés       | Suffrages exprimés       | Suffrages exprimés       | 1 647        | 90,44        | 1 766         | 93,74         |
| Votes blancs             | Votes blancs             | Votes blancs             | Votes blancs             | 97           | 5,33         | 67            | 3,56          |
| Votes nuls               | Votes nuls               | Votes nuls               | Votes nuls               | 77           | 4,23         | 51            | 2,71          |
| Total                    | Total                    | Total                    | Total                    | 1 821        | 100          | 1 884         | 100           |
| Abstention               | Abstention               | Abstention               | Abstention               | 4 167        | 69,59        | 4 104         | 68,54         |
| Inscrits / participation | Inscrits / participation | Inscrits / participation | Inscrits / participation | 5 988        | 30,41        | 5 988         | 31,46         |

### Canton de Chaumont-3
| Candidats                | Candidats                   | Partis                   | Nuance                   | Premier tour | Premier tour | Second tour | Second tour |
| Candidats                | Candidats                   | Partis                   | Nuance                   | Voix         | %            | Voix        | %           |
| ------------------------ | --------------------------- | ------------------------ | ------------------------ | ------------ | ------------ | ----------- | ----------- |
|                          | Catherine Pazdzior-Vigneron | DVD                      | DVD                      | 705          | 39,58        | 1 097       | 63,70       |
|                          | Patrick Viard               | DVD                      | DVD                      | 705          | 39,58        | 1 097       | 63,70       |
|                          | Lise Courtois               | PS                       | UG                       | 396          | 22,23        | 625         | 36,30       |
|                          | Jean-Marie Joder            | DVG                      | UG                       | 396          | 22,23        | 625         | 36,30       |
|                          | Pierre Étienne              | DVD                      | UCD                      | 377          | 21,17        |             |             |
|                          | Jessica Goulin              | DVD                      | UCD                      | 377          | 21,17        |             |             |
|                          | Thierry Alonso              | LREM                     | REM                      | 303          | 17,01        |             |             |
|                          | Sophie Mugnier              | LREM                     | REM                      | 303          | 17,01        |             |             |
|                          |                             |                          |                          |              |              |             |             |
| Suffrages exprimés       | Suffrages exprimés          | Suffrages exprimés       | Suffrages exprimés       | 1 781        | 91,99        | 1 722       | 90,73       |
| Votes blancs             | Votes blancs                | Votes blancs             | Votes blancs             | 94           | 4,86         | 107         | 5,64        |
| Votes nuls               | Votes nuls                  | Votes nuls               | Votes nuls               | 61           | 3,15         | 69          | 3,64        |
| Total                    | Total                       | Total                    | Total                    | 1 936        | 100          | 1 898       | 100         |
| Abstention               | Abstention                  | Abstention               | Abstention               | 5 246        | 73,04        | 5 283       | 73,57       |
| Inscrits / participation | Inscrits / participation    | Inscrits / participation | Inscrits / participation | 7 182        | 26,96        | 7 181       | 26,43       |

### Canton d'Eurville-Bienville
| Candidats                | Candidats                | Partis                   | Nuance                   | Premier tour | Premier tour | Second tour | Second tour |
| Candidats                | Candidats                | Partis                   | Nuance                   | Voix         | %            | Voix        | %           |
| ------------------------ | ------------------------ | ------------------------ | ------------------------ | ------------ | ------------ | ----------- | ----------- |
|                          | Dominique Mercier        | DVD                      | UCD                      | 908          | 40,46        | 1 382       | 58,71       |
|                          | Marie-Laure Parison      | DVD                      | UCD                      | 908          | 40,46        | 1 382       | 58,71       |
|                          | Dominique Caldon         | RN                       | RN                       | 783          | 34,89        | 972         | 41,29       |
|                          | Samuel Mauvage           | RN                       | RN                       | 783          | 34,89        | 972         | 41,29       |
|                          | Estelle Landréat         | DVG                      | UCG                      | 553          | 24,64        |             |             |
|                          | Eugène Perez             | DVG                      | UCG                      | 553          | 24,64        |             |             |
|                          |                          |                          |                          |              |              |             |             |
| Suffrages exprimés       | Suffrages exprimés       | Suffrages exprimés       | Suffrages exprimés       | 2 244        | 95,08        | 2 354       | 95,69       |
| Votes blancs             | Votes blancs             | Votes blancs             | Votes blancs             | 68           | 2,88         | 61          | 2,48        |
| Votes nuls               | Votes nuls               | Votes nuls               | Votes nuls               | 48           | 2,03         | 45          | 1,83        |
| Total                    | Total                    | Total                    | Total                    | 2 360        | 100          | 2 460       | 100         |
| Abstention               | Abstention               | Abstention               | Abstention               | 4 364        | 64,90        | 4 265       | 63,42       |
| Inscrits / participation | Inscrits / participation | Inscrits / participation | Inscrits / participation | 6 724        | 35,10        | 6 725       | 36,58       |

### Canton de Joinville
| Candidats                | Candidats                | Partis                   | Nuance                   | Premier tour | Premier tour | Second tour | Second tour |
| Candidats                | Candidats                | Partis                   | Nuance                   | Voix         | %            | Voix        | %           |
| ------------------------ | ------------------------ | ------------------------ | ------------------------ | ------------ | ------------ | ----------- | ----------- |
|                          | Astrid Di Tullio         | DVD                      | UCD                      | 1 368        | 48,46        | 1 698       | 59,04       |
|                          | Bertrand Ollivier        | DVD                      | UCD                      | 1 368        | 48,46        | 1 698       | 59,04       |
|                          | Daniel Bernardin         | RN                       | RN                       | 1 099        | 38,93        | 1 178       | 40,96       |
|                          | Stéphanie Brouard        | RN                       | RN                       | 1 099        | 38,93        | 1 178       | 40,96       |
|                          | Franck Monasse           | PCF                      | COM                      | 356          | 12,61        |             |             |
|                          | Sybille Patin            | PCF                      | COM                      | 356          | 12,61        |             |             |
|                          |                          |                          |                          |              |              |             |             |
| Suffrages exprimés       | Suffrages exprimés       | Suffrages exprimés       | Suffrages exprimés       | 2 823        | 94,73        | 2 876       | 93,80       |
| Votes blancs             | Votes blancs             | Votes blancs             | Votes blancs             | 102          | 3,42         | 118         | 3,85        |
| Votes nuls               | Votes nuls               | Votes nuls               | Votes nuls               | 55           | 1,85         | 72          | 2,35        |
| Total                    | Total                    | Total                    | Total                    | 2 980        | 100          | 3 066       | 100         |
| Abstention               | Abstention               | Abstention               | Abstention               | 5 223        | 63,67        | 5 140       | 62,64       |
| Inscrits / participation | Inscrits / participation | Inscrits / participation | Inscrits / participation | 8 203        | 36,37        | 8 206       | 37,36       |

### Canton de Langres
| Candidats                | Candidats                | Partis                   | Nuance                   | Premier tour | Premier tour | Second tour | Second tour |
| Candidats                | Candidats                | Partis                   | Nuance                   | Voix         | %            | Voix        | %           |
| ------------------------ | ------------------------ | ------------------------ | ------------------------ | ------------ | ------------ | ----------- | ----------- |
|                          | Anne Cardinal            | PS                       | SOC                      | 1 076        | 37,69        | 1 432       | 48,56       |
|                          | Nicolas Fuertes          | PS                       | SOC                      | 1 076        | 37,69        | 1 432       | 48,56       |
|                          | Dominique Thiebaud       | DVD                      | DVD                      | 993          | 34,78        | 1 517       | 51,44       |
|                          | Dominique Viard          | DVD                      | DVD                      | 993          | 34,78        | 1 517       | 51,44       |
|                          | Bruno Chalot             | RN                       | RN                       | 536          | 18,77        |             |             |
|                          | Geneviève Vincent        | RN                       | RN                       | 536          | 18,77        |             |             |
|                          | Florence Marpillat       | DVG                      | DVG                      | 250          | 8,76         |             |             |
|                          | Benjamin Morel           | DVG                      | DVG                      | 250          | 8,76         |             |             |
|                          |                          |                          |                          |              |              |             |             |
| Suffrages exprimés       | Suffrages exprimés       | Suffrages exprimés       | Suffrages exprimés       | 2 855        | 94,88        | 2 949       | 92,71       |
| Votes blancs             | Votes blancs             | Votes blancs             | Votes blancs             | 93           | 3,09         | 145         | 4,56        |
| Votes nuls               | Votes nuls               | Votes nuls               | Votes nuls               | 61           | 2,03         | 87          | 2,73        |
| Total                    | Total                    | Total                    | Total                    | 3 009        | 100          | 3 181       | 100         |
| Abstention               | Abstention               | Abstention               | Abstention               | 5 751        | 65,65        | 5 579       | 63,69       |
| Inscrits / participation | Inscrits / participation | Inscrits / participation | Inscrits / participation | 8 760        | 34,35        | 8 760       | 36,31       |

### Canton de Nogent
| Candidats                | Candidats                | Partis                   | Nuance                   | Premier tour | Premier tour | Deuxième tour | Deuxième tour |
| Candidats                | Candidats                | Partis                   | Nuance                   | Voix         | %            | Voix          | %             |
| ------------------------ | ------------------------ | ------------------------ | ------------------------ | ------------ | ------------ | ------------- | ------------- |
|                          | Michel André             | DVD                      | DVD                      | 2 330        | 71,74        | 2 466         | 74,70         |
|                          | Anne-Marie Nédélec       | DVD                      | DVD                      | 2 330        | 71,74        | 2 466         | 74,70         |
|                          | Daniel Collignon         | RN                       | RN                       | 918          | 28,26        | 835           | 25,30         |
|                          | Charlotte Laurent        | RN                       | RN                       | 918          | 28,26        | 835           | 25,30         |
|                          |                          |                          |                          |              |              |               |               |
| Suffrages exprimés       | Suffrages exprimés       | Suffrages exprimés       | Suffrages exprimés       | 3 248        | 93,17        | 3 301         | 94,23         |
| Votes blancs             | Votes blancs             | Votes blancs             | Votes blancs             | 164          | 4,70         | 150           | 4,28          |
| Votes nuls               | Votes nuls               | Votes nuls               | Votes nuls               | 74           | 2,12         | 52            | 1,48          |
| Total                    | Total                    | Total                    | Total                    | 3 486        | 100          | 3 503         | 100           |
| Abstention               | Abstention               | Abstention               | Abstention               | 5 958        | 63,09        | 5 945         | 62,92         |
| Inscrits / participation | Inscrits / participation | Inscrits / participation | Inscrits / participation | 9 444        | 36,91        | 9 448         | 37,08         |

### Canton de Poissons
| Candidats                | Candidats                 | Partis                   | Nuance                   | Premier tour | Premier tour | Second tour | Second tour |
| Candidats                | Candidats                 | Partis                   | Nuance                   | Voix         | %            | Voix        | %           |
| ------------------------ | ------------------------- | ------------------------ | ------------------------ | ------------ | ------------ | ----------- | ----------- |
|                          | Fabienne Schollhamer      | LR                       | DVD                      | 1 477        | 47,68        | 1 806       | 63,32       |
|                          | Damien Thiériot           | LR                       | DVD                      | 1 477        | 47,68        | 1 806       | 63,32       |
|                          | Marie-Christine Silvestre | DVD                      | UC                       | 812          | 26,21        | 1 046       | 36,68       |
|                          | Jonathan Haselvander      | DVD                      | UC                       | 812          | 26,21        | 1 046       | 36,68       |
|                          | Katia Nehlig              | RN                       | RN                       | 643          | 20,76        |             |             |
|                          | Daniel Tixier             | RN                       | RN                       | 643          | 20,76        |             |             |
|                          | Margaret Vincent          | LFI                      | FI                       | 166          | 5,36         |             |             |
|                          | Jean-Pierre Simon         | LFI                      | FI                       | 166          | 5,36         |             |             |
|                          |                           |                          |                          |              |              |             |             |
| Suffrages exprimés       | Suffrages exprimés        | Suffrages exprimés       | Suffrages exprimés       | 3 098        | 94,88        | 2 852       | 92,21       |
| Votes blancs             | Votes blancs              | Votes blancs             | Votes blancs             | 91           | 2,79         | 160         | 5,17        |
| Votes nuls               | Votes nuls                | Votes nuls               | Votes nuls               | 76           | 2,33         | 81          | 2,62        |
| Total                    | Total                     | Total                    | Total                    | 3 265        | 100          | 3 093       | 100         |
| Abstention               | Abstention                | Abstention               | Abstention               | 3 799        | 53,78        | 3 971       | 56,21       |
| Inscrits / participation | Inscrits / participation  | Inscrits / participation | Inscrits / participation | 7 064        | 46,22        | 7 064       | 43,79       |

### Canton de Saint-Dizier-1
| Candidats                | Candidats                | Partis                   | Nuance                   | Premier tour | Premier tour | Second tour | Second tour |
| Candidats                | Candidats                | Partis                   | Nuance                   | Voix         | %            | Voix        | %           |
| ------------------------ | ------------------------ | ------------------------ | ------------------------ | ------------ | ------------ | ----------- | ----------- |
|                          | Michel Karakula          | RN                       | RN                       | 1 016        | 42,55        | 1 263       | 50,08       |
|                          | Laurence Robert-Dehault  | RN                       | RN                       | 1 016        | 42,55        | 1 263       | 50,08       |
|                          | Éric Bonnemains          | LR                       | LR                       | 667          | 27,93        | 1 259       | 49,92       |
|                          | Véronique Varnier        | LR                       | LR                       | 667          | 27,93        | 1 259       | 49,92       |
|                          | Odile Caussin            | DVD                      | DVD                      | 463          | 19,39        |             |             |
|                          | Luc Hispart              | DVD                      | DVD                      | 463          | 19,39        |             |             |
|                          | Édouard Gonzalez         | PCF                      | UG                       | 242          | 10,13        |             |             |
|                          | Nicole Samour            | PS                       | UG                       | 242          | 10,13        |             |             |
|                          |                          |                          |                          |              |              |             |             |
| Suffrages exprimés       | Suffrages exprimés       | Suffrages exprimés       | Suffrages exprimés       | 2 388        | 94,39        | 2 522       | 93,55       |
| Votes blancs             | Votes blancs             | Votes blancs             | Votes blancs             | 92           | 3,64         | 130         | 4,82        |
| Votes nuls               | Votes nuls               | Votes nuls               | Votes nuls               | 50           | 1,98         | 44          | 1,63        |
| Total                    | Total                    | Total                    | Total                    | 2 530        | 100          | 2 696       | 100         |
| Abstention               | Abstention               | Abstention               | Abstention               | 6 500        | 71,98        | 6 335       | 70,15       |
| Inscrits / participation | Inscrits / participation | Inscrits / participation | Inscrits / participation | 9 030        | 28,02        | 9 031       | 29,85       |

### Canton de Saint-Dizier-2
| Candidats                | Candidats                | Partis                   | Nuance                   | Premier tour | Premier tour | Second tour | Second tour |
| Candidats                | Candidats                | Partis                   | Nuance                   | Voix         | %            | Voix        | %           |
| ------------------------ | ------------------------ | ------------------------ | ------------------------ | ------------ | ------------ | ----------- | ----------- |
|                          | Domitilhe Guinoiseau     | LR                       | UCD                      | 883          | 54,57        | 1 186       | 67,23       |
|                          | Franck Raimbault         | DVD                      | UCD                      | 883          | 54,57        | 1 186       | 67,23       |
|                          | Jean-Jacques Davignon    | RN                       | RN                       | 508          | 31,4         | 578         | 32,77       |
|                          | Joséphine Gray           | RN                       | RN                       | 508          | 31,4         | 578         | 32,77       |
|                          | Thierry Defossez         | DVG                      | UCG                      | 227          | 14,03        |             |             |
|                          | Martine Roussel          | DVG                      | UCG                      | 227          | 14,03        |             |             |
|                          |                          |                          |                          |              |              |             |             |
| Suffrages exprimés       | Suffrages exprimés       | Suffrages exprimés       | Suffrages exprimés       | 1 618        | 94,84        | 1 764       | 93,93       |
| Votes blancs             | Votes blancs             | Votes blancs             | Votes blancs             | 54           | 3,17         | 77          | 4,10        |
| Votes nuls               | Votes nuls               | Votes nuls               | Votes nuls               | 34           | 1,99         | 37          | 1,97        |
| Total                    | Total                    | Total                    | Total                    | 1 706        | 100          | 1 878       | 100         |
| Abstention               | Abstention               | Abstention               | Abstention               | 4 898        | 74,17        | 4 732       | 71,59       |
| Inscrits / participation | Inscrits / participation | Inscrits / participation | Inscrits / participation | 6 604        | 25,83        | 6 610       | 28,41       |

### Canton de Saint-Dizier-3
| Candidats                | Candidats                | Partis                   | Nuance                   | Premier tour | Premier tour | Second tour | Second tour |
| Candidats                | Candidats                | Partis                   | Nuance                   | Voix         | %            | Voix        | %           |
| ------------------------ | ------------------------ | ------------------------ | ------------------------ | ------------ | ------------ | ----------- | ----------- |
|                          | Rachel Blanc             | DVD                      | UD                       | 554          | 31,46        | 1 072       | 60,22       |
|                          | Mokhtar Kahlal           | DVD                      | UD                       | 554          | 31,46        | 1 072       | 60,22       |
|                          | André Baesel             | RN                       | RN                       | 552          | 31,35        | 708         | 39,78       |
|                          | Cindy Menetret           | RN                       | RN                       | 552          | 31,35        | 708         | 39,78       |
|                          | Geneviève Donato         | DVG                      | UGE                      | 488          | 27,71        |             |             |
|                          | Dominique Laurent        | DVG                      | UGE                      | 488          | 27,71        |             |             |
|                          | Lalia Belgorine          | DVG                      | SOC                      | 167          | 9,48         |             |             |
|                          | Alain Cedelle            | PS                       | SOC                      | 167          | 9,48         |             |             |
|                          |                          |                          |                          |              |              |             |             |
| Suffrages exprimés       | Suffrages exprimés       | Suffrages exprimés       | Suffrages exprimés       | 1 761        | 96,39        | 1 780       | 92,90       |
| Votes blancs             | Votes blancs             | Votes blancs             | Votes blancs             | 38           | 2,08         | 91          | 4,75        |
| Votes nuls               | Votes nuls               | Votes nuls               | Votes nuls               | 28           | 1,53         | 45          | 2,35        |
| Total                    | Total                    | Total                    | Total                    | 1 827        | 100          | 1 916       | 100         |
| Abstention               | Abstention               | Abstention               | Abstention               | 5 396        | 74,71        | 5 309       | 73,48       |
| Inscrits / participation | Inscrits / participation | Inscrits / participation | Inscrits / participation | 7 223        | 25,29        | 7 225       | 26,52       |

### Canton de Villegusien-le-Lac
| Candidats                | Candidats                | Partis                   | Nuance                   | Premier tour | Premier tour | Second tour | Second tour |
| Candidats                | Candidats                | Partis                   | Nuance                   | Voix         | %            | Voix        | %           |
| ------------------------ | ------------------------ | ------------------------ | ------------------------ | ------------ | ------------ | ----------- | ----------- |
|                          | Magali Cartagena         | DVD                      | UD                       | 1 015        | 32,38        | 1 672       | 54,41       |
|                          | Jean-Michel Rabiet       | LR                       | UD                       | 1 015        | 32,38        | 1 672       | 54,41       |
|                          | Nicolas Lenoir           | DVG                      | DVG                      | 940          | 29,98        | 1401        | 45,59       |
|                          | Aline Paindavoine        | DVG                      | DVG                      | 940          | 29,98        | 1401        | 45,59       |
|                          | Jacques Rachet           | LR                       | UCD                      | 783          | 24,98        |             |             |
|                          | Édith Sellal             | DVD                      | UCD                      | 783          | 24,98        |             |             |
|                          | Nathalie Andriot         | DVG                      | ECO                      | 397          | 12,66        |             |             |
|                          | Patrick Varney           | EÉLV                     | ECO                      | 397          | 12,66        |             |             |
|                          |                          |                          |                          |              |              |             |             |
| Suffrages exprimés       | Suffrages exprimés       | Suffrages exprimés       | Suffrages exprimés       | 3 135        | 93,00        | 3 073       | 92,42       |
| Votes blancs             | Votes blancs             | Votes blancs             | Votes blancs             | 140          | 4,15         | 170         | 5,11        |
| Votes nuls               | Votes nuls               | Votes nuls               | Votes nuls               | 96           | 2,85         | 82          | 2,47        |
| Total                    | Total                    | Total                    | Total                    | 3 371        | 100          | 3 325       | 100         |
| Abstention               | Abstention               | Abstention               | Abstention               | 3 779        | 52,85        | 3 832       | 53,54       |
| Inscrits / participation | Inscrits / participation | Inscrits / participation | Inscrits / participation | 7 150        | 47,15        | 7 157       | 46,46       |

### Canton de Wassy
| Candidats                | Candidats                | Partis                   | Nuance                   | Premier tour | Premier tour | Deuxième tour | Deuxième tour |
| Candidats                | Candidats                | Partis                   | Nuance                   | Voix         | %            | Voix          | %             |
| ------------------------ | ------------------------ | ------------------------ | ------------------------ | ------------ | ------------ | ------------- | ------------- |
|                          | Laurent Gouverneur       | DVD                      | DVD                      | 1 836        | 64,85        | 1 882         | 65,28         |
|                          | Anne Leduc               | DVD                      | DVD                      | 1 836        | 64,85        | 1 882         | 65,28         |
|                          | Nicolas Leverrier        | RN                       | RN                       | 995          | 35,15        | 1 001         | 34,72         |
|                          | Florence Renard          | RN                       | RN                       | 995          | 35,15        | 1 001         | 34,72         |
|                          |                          |                          |                          |              |              |               |               |
| Suffrages exprimés       | Suffrages exprimés       | Suffrages exprimés       | Suffrages exprimés       | 2 831        | 93,99        | 2 883         | 95,24         |
| Votes blancs             | Votes blancs             | Votes blancs             | Votes blancs             | 110          | 3,65         | 104           | 3,44          |
| Votes nuls               | Votes nuls               | Votes nuls               | Votes nuls               | 71           | 2,36         | 40            | 1,32          |
| Total                    | Total                    | Total                    | Total                    | 3 012        | 100          | 3 027         | 100           |
| Abstention               | Abstention               | Abstention               | Abstention               | 5 174        | 63,21        | 5 160         | 63,03         |
| Inscrits / participation | Inscrits / participation | Inscrits / participation | Inscrits / participation | 8 186        | 36,79        | 8 187         | 36,97         |